# Melchor Román Adrover
Melchor Román Adrover fou un comerciant i polític valencià, diputat a les Corts Espanyoles durant la restauració borbònica.
Originari de Gandia, es dedicava al comerç i a la consignació de vaixells. Membre del corrent anomenat Izquierda Liberal de Santiago Alba Bonifaz, fou elegit diputat a la diputació de València en 1918 i pel Partit Liberal al districte de Gandia a les eleccions generals espanyoles de 1923. Fou pare de José Román Martí, alcalde de Gandia de 1947 a 1954.